# Полеглий астронавт
«Полеглий астронавт» (англ. Fallen Astronaut) — алюмінієва скульптура, яка зображує космонавта в скафандрі, що лежить горілиць. Фігурка розташована в районі Гедлі — Апенніни на Місяці, в місці посадки екіпажу космічного корабля «Аполлон-15» на південно-східній околиці Моря Дощів. Встановив 1 серпня 1971 року командир «Аполлона-15» Девід Скотт. Поруч із нею встромлено в ґрунт табличку, що увічнює імена 8 астронавтів США і 6 космонавтів СРСР, на той час загиблих або померлих.
Автор скульптури — бельгійський художник і гравер Пол ван Гейдонк. «Полеглий астронавт» є єдиною художньою інсталяцією на Місяці.

## Історія
Автора скульптури, бельгійця Пола ван Гейдонка, надихнула на її створення зустріч з астронавтом Девідом Скоттом. Вирішили, що гравер створить маленьку статуетку, яку Скотт залишить на Місяці під час наступного польоту, ніяких додаткових деталей тоді не обговорювалося. Сенс скульптури, за задумом Скотта, полягав в увічненні пам'яті тих, хто зробив значний, на його думку, внесок в освоєння космосу і кого вже немає в живих. Табличку з вигравіюваними на ній іменами Скотт зробив сам. Перед ван Хейдонком постала непроста задача: статуетка повинна була бути як легкою, так і міцною, мала витримувати екстремальні перепади температур, вона не повинна була зображувати ні чоловіка, ні жінку, ні вказувати на расу космонавта. Також Скотт виступав проти комерціалізація космосу, тому він домігся, щоб широка громадськість не дізналася імені автора якомога довше, що викликало певний протест ван Гейдонка.
Сам автор бачив у цьому своєму творі не стільки меморіал космонавтам, скільки зображення всього людства. За його словами, він навіть не знав, що його статуетка стане пам'ятником космонавтам, її назву «Полеглий астронавт» він не вибирав і не схвалював і хотів поставити фігурку вертикально, а не класти її навзнак.

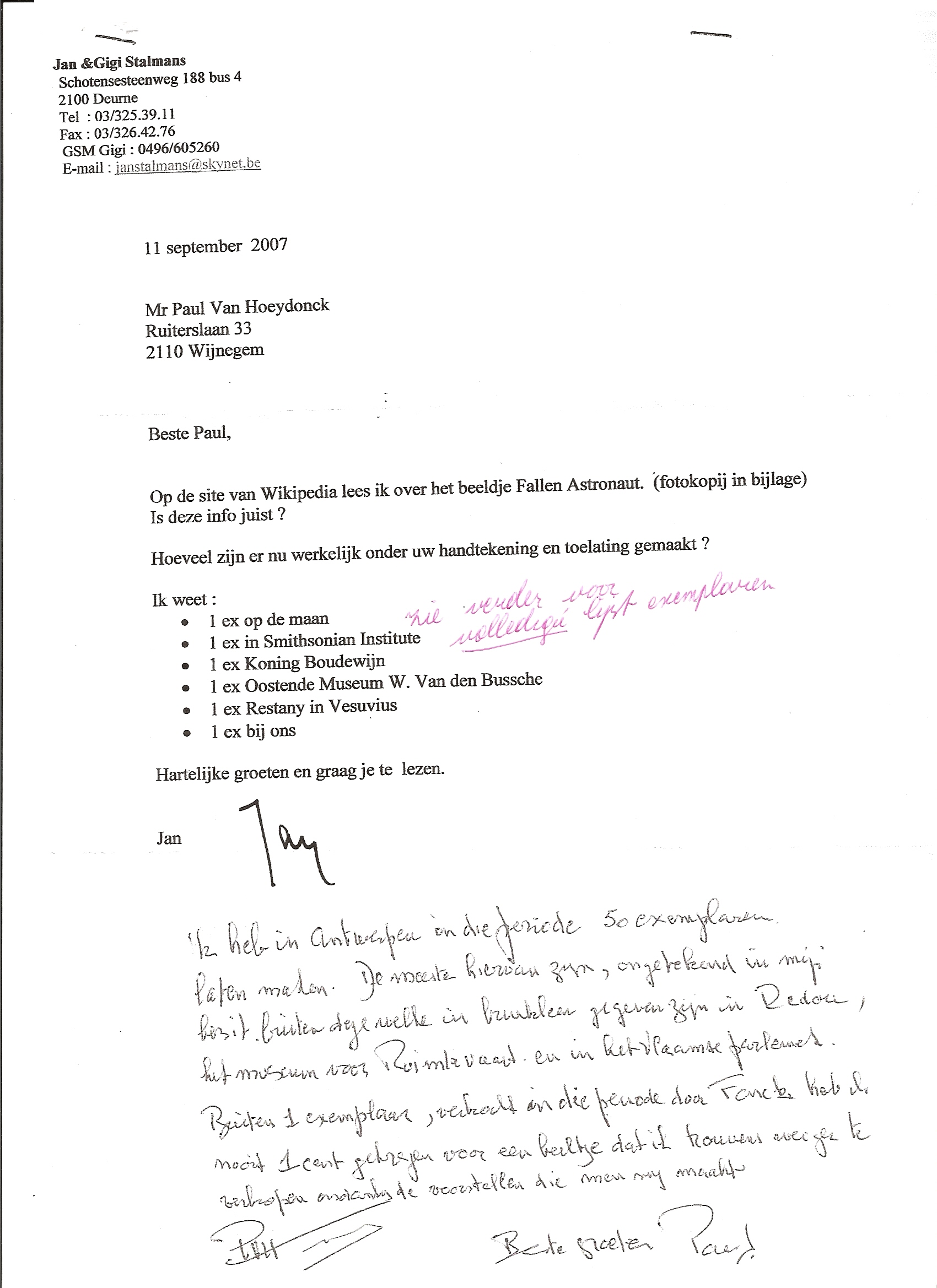
Лист, у якому Пол ван Гейдонк повідомляє про виготовлені ним копії «Астронавта»

Після повернення «Аполлона-15» на Землю астронавти розповіли про статуетку, яку залишили на Місяці. Дізнавшись про це, Національний музей авіації та космонавтики заявив, що їм необхідна її копія для своєї експозиції. Екіпаж погодився з цим, попросивши музей «розмістити статуетку з хорошим смаком і без реклами». Копію передано Смітсонівському інституту 17 квітня 1972 року, наступного дня після того, як телеведучий Уолтер Кронкайт на всю країну розповів про «Полеглого астронавта» — першу художню інсталяцію на Місяці. Вже через місяць стало відомо, що Пол ван Гейдонк намір зробити ще кілька копій «Астронавта», і Девід Скотт сприйняв це як порушення їхньої домовленості. Спроби переконати художника не робити цього не увінчалися успіхом, уже в липні того ж року на сторінках журналу «Мистецтво в Америці» з'явилася повнорозмірна реклама, яка повідомляла, що скоро 950 копій «полеглого астронавта», підписані автором, буде виставлено на продаж у Нью-Йорку за ціною 750 доларів за штуку. На це негативно відреагувало НАСА, і ван Гейдонк відмовився від своєї витівка.
Значно пізніше, у вересні 2007 року, Пол ван Гейдонк у листі повідомив, що він свого часу виготовив 50 копій цієї статуетки, більшість з них як і раніше перебувають у нього. Також він сказав, що ніколи не продавав їх, за винятком єдиного випадку, хоча й отримував безліч пропозицій подібного роду.

## Табличка
Девід Скотт вигравіював на табличці в алфавітному порядку імена 14 астронавтів і космонавтів, загиблих і померлих у 1964—1971 роках:
В дужках зазначено додаткову інформацію, на самій табличці вибито тільки імена. Список відсортовано хронологічно, а не в алфавітному порядку, як в оригіналі.
- Теодор Фрімен[ru] (загинув 31 жовтня 1964 року в авіакатастрофі у віці 34 років, став першим загиблим астронавтом)
- Чарльз Бассетт[ru] (загинув 28 лютого 1966 року в авіакатастрофі[en] у віці 34 років
- Елліот Сі[ru] (загинув у тій самій авіакатастрофі у віці 38 років
- Гас Гриссом (загинув 27 січня 1967 року під час пожежі «Аполлона-1» у віці 40 років
- Роджер Чаффі (загинув у тій самій пожежі у віці 31 року)
- Едвард Вайт (перший американець, який побував у відкритому космосі, загинув у тій самій пожежі у віці 36 років)
- Володимир Комаров (загинув 24 квітня 1967 року під час спуску на Землю «Союзу-1» у віці 40 років)
- Едвард Ґівенс[en] (загинув 6 червня 1967 року в автокатастрофі у віці 37 років)
- Кліфтон Вільямс[ru] (загинула 5 жовтня 1967 року в авіакатастрофі у віці 35 років)
- Юрій Гагарін (перша людина, що побувала в космосі; загинув 27 березня 1968 року в авіакатастрофі у віці 34 років)
- Павло Бєляєв (помер 10 січня 1970 року від перитоніту у віці 44 роки)
- Георгій Добровольський (загинув 30 червня 1971 під час спуску на Землю «Союзу-11» у віці 43 років)
- Віктор Пацаєв (загинув у тій самій катастрофі у віці 38 років)
- Владислав Волков (загинув у тій самій катастрофі у віці 35 років)

Пізніше Девід Скотт шкодував, що на цій табличці не вистачає імен ще двох осіб: Валентина Бондаренка (загинув 23 березня 1961 року внаслідок випадково спровокованої ним же пожежі у віці 24 років) і Григорія Нелюбова (загинув 18 лютого 1966 року під колесами поїзда у віці 31 року). Через секретність, що оточувала в той час радянську космічну програму, Скотт у 1971 році просто не знав, що їх уже кілька років немає серед живих.